# Syllis oerstedi
Syllis oerstedi är en ringmaskart som först beskrevs av Anders Johan Malmgren 1867.  Syllis oerstedi ingår i släktet Syllis och familjen Syllidae. Arten har ej påträffats i Sverige. Inga underarter finns listade i Catalogue of Life.